# Watford FC (rezerva a akademie)
Rezerva Watfordu FC je rezervní tým anglického klubu Watford FC. Rezerva hraje ligovou sezónu ve 2. divizi Premier League do 21 let. Trenérem je bývalý australský reprezentant Harry Kewell.
Akademie Watfordu FC je výběr hráčů Watfordu do 18 a méně let.

## Sestava U21
Aktuální k datu 13. březen 2016
| Číslo |           | Pozice | Hráč            |
| ----- | --------- | ------ | --------------- |
| –     | Anglie    | O      | Jorell Johnson  |
| –     | Anglie    | O      | Josh Doherty    |
| –     | Skotsko   | Z      | George Byers    |
| –     | Španělsko | Z      | Fran Montávez   |
| –     | Německo   | Ú      | Mathias Hartwig |
| –     | Anglie    | Ú      | Bernard Mensah  |
| –     | Skotsko   | Ú      | Alex Jakubiak   |